# Zoë Më
Zoë Më, pseudonimo di Zoë Anina Kressler (Basilea, 6 ottobre 2000), è una cantautrice svizzera.
Ha rappresentato la Svizzera all'Eurovision Song Contest 2025 con il brano Voyage, classificandosi al decimo posto.

## Biografia
Nata a Basilea da genitori autoctoni, ha vissuto in Germania fino al 2009, quando la sua famiglia è tornata in Svizzera stabilendosi a Friburgo. Zoë ha iniziato a scrivere le sue prime canzoni all'età di dieci anni, note per la peculiare unione che fonde il pop tedesco e la chanson francese, essendo cresciuta in un ambiente bilingue. 
Nel 2020, mentre si alternava con il suo lavoro da insegnante, ha inciso l'album di debutto Momoko, pubblicato attraverso l'etichetta indipendente Black Paper Boat.
Nel 2024 ha vinto due concorsi indetti dall'ente radiotelevisivo svizzero SRG SSR, l'Artiste Radar organizzato dall'emittente francofona RTS e il Best Talent Awards dell'emittente in lingua tedesca SRF. Nell'estate dello stesso anno, Zoë Më si è esibita a vari festival musicali come Montreux Jazz Festival ed il Luzern Live, oltre ad essere stata artista ospite in tournée per artisti del calibro di Remo Forrer e Joya Marleen. Parallelamente ha rilasciato due EP, Le Loup e Dorienne Gris.
Il 5 marzo 2025, l'ente radiotelevisivo SRG SSR ha annunciato di aver selezionato internamente Zoë Më per rappresentare la Svizzera all'Eurovision Song Contest 2025, che si svolgerà proprio nella sua città natale. Il suo brano eurovisivo, Voyage, è stato presentato il successivo 10 marzo. Nella finale dell'Eurovision Song Contest ha concluso in decima posizione nella classifica generale, ottenendo 214 punti dalle giurie ma 0 punti dal televoto; ciononostante le è stato conferito il Premio Marcel Bezençon per la miglior composizione.

## Discografia

### Album in studio
- 2020 – Momoko

### EP
- 2024 – Le Loup
- 2024 – Dorienne Gris

### Singoli
- 2018 – Bärenbrüder
- 2019 – Endlose Strasse (con Pablo)
- 2020 – Itsuko
- 2020 – Aimée
- 2020 – Fallende Tänzer
- 2020 – Kartenhaus
- 2021 – Das Lied der Leichtigkeit
- 2023 – Ok
- 2023 – Lied ohne Ende
- 2024 – Liste des Interdits
- 2024 – Overdose
- 2025 – Voyage
- 2025 – Million de Mois